# Diamesa adumbrata
Diamesa adumbrata är en tvåvingeart som först beskrevs av Pankratova 1950.  Diamesa adumbrata ingår i släktet Diamesa och familjen fjädermyggor. Inga underarter finns listade i Catalogue of Life.